# Manhigut Jehudit
Die Manhigut Jehudit (hebräisch מַנְהִיגוּת יְהוּדִית Manhīgūt Jəhūdīt, deutsch ‚Jüdische Führerschaft‘) ist eine israelische Bewegung, die 1998 von Mosche Feiglin und Schmuʾel Sackett gegründet wurde und seit 2005 die größte Fraktion innerhalb des Likkud-Zentralkomitees bildet. Dieses entscheidet über die Parteipolitik des Likkud.
Diese Bewegung soll den Staat Israel leiten, um authentische jüdische Werte zu bewahren. Sie lehnt religiöse und anti-religiöse Zwänge ab und fordert eine jüdische Identität, um diese als Israels offizielle Kultur festzulegen. Die Bewegung hat derzeit auch Auswirkungen auf aktuelle Gesetzentwürfe, die eine Regierungskrise einleiteten, weil Tzipi Livni und Jaʾir Lapid diesen Entwurf als zu extrem bewerten. So forderte Jariv Levin (Likkud) das „Gesetz zur jüdischen Identität“, wonach innerhalb des Staates Israel nur Juden das Recht auf nationale Selbstbestimmung zukommt. Das jüdische Wesen leite sich demnach nicht nur von der Religion, sondern auch von Volk und Kultur ab.

## Wichtige Vertreter der Bewegung
- Mosche Feiglin, geboren 1962, Einwohner von Karnei Schomron (he: קַרְנֵי שׁוֹמְרוֹן; deutsch „(Sonnen-)Strahlen von Samaria“). Gründer und Vorsitzender von So Arzenu. Gründer von Manhigut Jehudit und Mitglied der Knesset in der Faktion innerhalb der Likkud-Partei.

- Schmuʾel Sackett (שְׁמוּאֵל סַקֶּט),[6][7] geboren 1962, Einwohner von Karnei Schomron. Gründer und Vorsitzender von So Arzenu. Gründer von Manhigut Jehudit und Knessetabgeordneter der Faktion innerhalb der Likkud-Partei. Das Leitbild der Manhigut Jehudit ist es laut ihrer Webseite – wie Mitbegründer Schmuʾel Sackett meint –, aus einem Staat der Juden einen jüdischen Staat zu machen.